# Cycloramphus stejnegeri
Cycloramphus stejnegeri es una especie de ránidos de la familia Leptodactylidae.

## Distribución geográfica
Se encuentra en Brasil.